# Ctenoplusia subchalybaea
Ctenoplusia subchalybaea là một loài bướm đêm trong họ Noctuidae.